# Артемьевка (Оренбургская область)
Артемьевка (чув. Поланла, тат. Булантамак) — село в Абдулинском районе Оренбургской области.
Находится в 10 км к северо-западу от Абдулино и в 240 км к северо-северо-западу от Оренбурга. Расположено на реке Сурмет в месте впадения в неё Булатовки. Через село проходит автодорога Абдулино — Северное.
| 2010 |
| ---- |
| 567  |

## История
Село Артемьевка (первое название — Булан-Тамак — устье реки) было основано в 1790 году чувашами из Крыкнарата и Дюртюли Белебеевского уезда, вторичная миграция в 1794 году из  Нового-Урметьева Бугульминского уезда. По местному преданию, село назвали в честь первого жителя Артемия Андреева.
В 1859 году в селе проживало 407 человек разных национальностей, было 55 дворов. В 1905 году часть жителей село приняли мусульманскую веру, после чего усилились связи с татарскими селами, перенимались их обычаи, традиции. Однако в селе была и православная церковь. Заключались смешанные браки.
В 1920-е годы в здании церкви открыли клуб, а потом — четырехлетнюю школу. Учителями были Соснов Василий Яковлевич, Мурзаков Мухамед Якупович, Соснов Герасим Кузьмич, Мурзаков Велиулла Аглиуллович.
В 1928 году в селе образован колхоз-гигант «Ленинский путь», председателем был Митричев Антон, затем Торшин Леонтий Тимофеевич.
На фронт в 1941 году было призвано более 200 артемьевцев, из них погибло 99 человек. Их имена высечены на обелиске в центре села. Многие участники войны награждены орденами и медалями, среди них Генералов Иван Герасимович, Юсупов Тамерхан, Петров Григорий Карпович, Мурзаков Велиулла Аглиуллович,Шаймарданов 
Курбангали Шарафутдинович.
В годы войны на тракторах работали женщины Генералова Елена Васильевна, Иванова Нина Емельяновна, Калмыкова Шемшаган Юсуповна, Лукьянова Анастасия Никитична, Мурзакова Минзифа Ахмедулловна, Юсупова Елена Степановна, Яруллина Тагзиме Мухтаровна.
В 1959 году колхоз «Ленинский путь» переименован в колхоз им. Фрунзе, председатель — Шаймарданов Курбангали Шарафутдинович. Построены здания сельсовета, медпункта, клуб с библиотекой. С 1963 по 1976 год колхозом руководил Силюков И. П. Он награжден орденом «Знак Почета».
В 1967 году построена средняя школа на 320 мест.
В годы, когда колхоз возглавлял Михайлов Анатолий Михайлович, были построены здания, где разместились правление колхоза, Артемьевский сельсовет, почта, АТС, КБО. Введены в эксплуатацию пять двухквартирных домой, три одноквартирных дома, детсад, откормочная площадка, магазин, мехток, мастерские.
В 2006 году село было газифицировано.
В настоящее время в селе четыре крестьянско-фермерские хозяйства и действует скотоубойный пункт.

## Известные люди
Дмитриев Александр Сергеевич — заслуженный механизатор РСФСР, награжден орденом Трудового Красного Знамени;
Павлова Мария Владимировна — заведующая ФАП, награждена орденом Трудового Красного Знамени, ей присвоено звание «Отличник здравоохранения» ;
Аглиуллина Венера Николаевна — зоотехник, награждена медалью «За трудовое отличие»;
Мурзаков Зеки Мурзагалеевич — механизатор, награжден орденом Трудовой Славы III степени;
Мурзакова Заря Султановна — родила и воспитала десятерых детей, награждена орденом «Мать-героиня».
Лукьянов Михаил Никитович - механизатор, награжден орденом Трудовой Славы III степени, бронзовой медалью "ВДНХ СССР" - за достигнутые успехи в развитии народного хозяйства СССР;